# Digerbergstjärnen, Dalarna
Digerbergstjärnen är en sjö i Älvdalens kommun i Dalarna och ingår i Dalälvens huvudavrinningsområde. Sjön har en area på 0,0541 kvadratkilometer och ligger 503,5 meter över havet. Sjön avvattnas av vattendraget Sveduåsbäcken.

## Delavrinningsområde
Digerbergstjärnen ingår i det delavrinningsområde (679105-139944) som SMHI kallar för Mynnar i Kuttbäck. Medelhöjden är 476 meter över havet och ytan är 1,38 kvadratkilometer. Det finns inga avrinningsområden uppströms utan avrinningsområdet är högsta punkten. Sveduåsbäcken som avvattnar avrinningsområdet har biflödesordning 3, vilket innebär att vattnet flödar genom totalt 3 vattendrag innan det når havet efter 362 kilometer. Avrinningsområdet består mestadels av skog (90 procent). Avrinningsområdet har 0,06 kvadratkilometer vattenytor vilket ger det en sjöprocent på 4 procent.